# 國際生物奧林匹克
國際生物奧林匹亞（英文：International Biology Olympiad，縮寫：IBO)是一個為中學生舉辦的國際科學奧林匹亞。在1960年代，繼國際數學奧林匹亞（源於東歐）後的第一屆國際學術奧林匹亞是在聯合國的幫助下舉辦的，該計畫持續擴張到五大洲超過70個國家，IBO便是其一。所有的參賽國將派四名贏得國內生物奧林匹亞的代表參加IBO，並通常伴隨有一名領隊和兩名觀察員或陪審員。

## 目標
IBO的目標是要為有天賦的學生推廣科學事業並強調生物在現今社會的重要性，他也提供了比較教育方式和交換經驗的良好機會，這是在國家層級上精進生物教育的實用資訊。因為每次的國內奧林匹亞都需要許多機構的合作，如教育部、業界、教師、大學、和學校，這也增進和強化了這些機構間的交流與合作。 最後，IBO在友善的環境下刺激了不同國家的學生和教師間的交流，為了證實這點，所有的學生和教師必須誓言遵守公平競爭的原則。

## 程序
競賽本身包含有理論和實驗兩個部分，理論試題涵蓋了生物學很大的範疇：有細胞生物學、分子生物學、植物解剖與生理、動物解剖與生理、動物行為學、遺傳學與演化學、生態學、系統生物學。試題配分已被計算過，理論和實驗部分均佔五成。
所有參賽者都將依個人成績進行排名，其中理論和實驗競試各佔了總分的百分之五十。前10%的學生將獲頒金牌，接下來的20%可獲得銀牌，再來的30%可得到銅牌。儘管已誓言公平比賽，仍有一位學生被發現作弊而喪失資格。 

### 語言
IBO的官方語言為英語，但為了給每位參賽者公平的機會，試題在考前一天可先由各國的領隊或陪審員翻譯。這意味著他們在考生參賽前已握有特定資訊，因此老師和學生必須分開住宿。

## 參賽國的目標
各個參賽國在IBO中所希望達成的目標可以廣及贏得獎牌到與不同的文化交流並探索彼此的互動，近期舉辦的國家除了測驗內容外，也舉行影片競賽、文化交流之夜等活動促進參賽國家的文化與教學交流。

## 過去與未來的競賽
IBO每年由不同的國家籌辦。
| 屆次 | 城市              | 國家/地區    | 日期                   | 參與國家數 |
| ---- | ----------------- | ------------ | ---------------------- | ---------- |
| 1st  | 奧洛穆茨          | 捷克斯洛伐克 | 1990年7月1-7日         | 6          |
| 2nd  | 馬哈奇卡拉        | 苏联         | 1991年7月1-7日         | 9          |
| 3rd  | 波普拉德          | 捷克斯洛伐克 | 1992年7月6-12日        | 12         |
| 4th  | 乌得勒支          | 荷蘭         | 1993年7月4-11日        | 15         |
| 5th  | 瓦爾納            | 保加利亚     | 1994年7月3-10日        | 18         |
| 6th  | 曼谷              | 泰国         | 1995年7月2-9日         | 22         |
| 7th  | 亞帖克            | 乌克兰       | 1996年6月30日 - 7月7日 | 23         |
| 8th  | 阿什哈巴德        |              | 1997年7月13–20日       | 28         |
| 9th  | 基尔              | 德国         | 1998年7月19–26日       | 33         |
| 10th | 乌普萨拉          | 瑞典         | 1999年7月4–11日        | 36         |
| 11th | 安塔利亚          | 土耳其       | 2000年7月9–16日        | 38         |
| 12th | 布鲁塞尔-首都大区 | 比利时       | 2001年7月8–15日        | 38         |
| 13th | 尤爾馬拉和里加    | 拉脫維亞     | 2002年7月7–14日        | 40         |
| 14th | 明斯克            | 白俄羅斯     | 2003年7月8–16日        | 41         |
| 15th | 布里斯班          | 澳大利亚     | 2004年7月11-18日       | 40         |
| 16th | 北京市            | 中国大陆     | 2005年7月10-17日       | 50         |
| 17th | 里奥夸尔托        | 阿根廷       | 2006年7月9-16日        | 48         |
| 18th | 萨斯卡通          | 加拿大       | 2007年7月15-22日       | 49         |
| 19th | 孟买              | 印度         | 2008年7月13-20日       | 55         |
| 20th | 筑波市            | 日本         | 2009年7月12-19日       | 56         |
| 21st | 昌原市            |              | 2010年7月11-18日       | 58         |
| 22nd | 臺北市            | 臺灣         | 2011年7月10-17日       | 59         |
| 23rd | 新加坡            | 新加坡       | 2012年7月8-15日        | 63         |
| 24th | 伯尔尼            | 瑞士         | 2013年7月14-21日       | 62         |
| 25th | 巴厘岛            | 印度尼西亞   | 2014年7月6-13日        | 61         |
| 26th | 奥胡斯            | 丹麦         | 2015年7月12-19日       | 61         |
| 27th | 河內市            | 越南         | 2016年7月17-24日       | 68         |
| 28th | 考文垂            | 英国         | 2017年7月23-30日       | 68         |
| 29th | 德黑兰            | 伊朗         | 2018年7月15-22日       | 70         |
| 30th | 塞格德            | 匈牙利       | 2019年7月14-21日       | 72         |
| 31st | 长崎市            | 日本         | 2020年8月11-24日       | 47         |
| 32nd | 里斯本            | 葡萄牙       | 2021年7月18-23日       | 72         |
| 33rd | 察赫卡佐尔        | 亞美尼亞     | 2022年7月10-18日       | 66         |
| 34th | 艾因              | 阿联酋       | 2023年7月3-11日        | 79         |
| 35th | 阿斯塔納          |              | 2024年7月7-14日        |            |
| 36th | 奎松市            | 菲律賓       | 2025年7月20-27日       |            |
| 37th | 维尔纽斯          | 立陶宛       | 2026年7月12-19日       |            |
| 38th | 华沙              | 波蘭         | 2027年                 |            |
| 39th |                   | 荷蘭         | 2028年                 |            |
| 40th |                   | 捷克         | 2029年                 |            |

## 外部連結
- IBO官方網站 （页面存档备份，存于）
- 英國生物奧林匹亞 （页面存档备份，存于）
- 美國生物奧林匹亞
- 中華民國生物奧林匹亞 （页面存档备份，存于）

### 历届IBO的官方網站
- 1998基爾
- 1999烏普薩拉
- 2000安塔利亞
- 2001布魯塞爾 （页面存档备份，存于）
- 2002里加 （页面存档备份，存于）
- 2003明斯克
- 2004布里斯本
- 2005北京
- 2006里奧誇爾托
- 2007薩克屯 （页面存档备份，存于）
- 2008孟買 （页面存档备份，存于）
- 2009筑波
- 2010昌原
- 2011臺北[永久]
- 2012新加坡
- 2013伯恩